# Take Your Fingers from My Hair
Take Your Fingers from My Hair è un brano musicale del gruppo musicale hard rock statunitense Zebra, pubblicato nel 1983 tramite l'Atlantic Records.

## Formazione
Zebra
- Randy Jackson – chitarra, voce, pianoforte, mellotron, sintetizzatori, percussioni
- Felix Hanemann – basso, cori, tastiere, strumenti a corda
- Guy Gelso – batteria, cori, percussioni

Turnisti
Eric Troyer – sintetizzatore prophet

## Cover dei Dream Theater
Nel 2009 il gruppo progressive metal Dream Theater realizzò una reinterpretazione di Take Your Fingers from My Hair, pubblicata il 9 giugno 2009 come terzo singolo estratto dall'edizione deluxe del decimo album in studio Black Clouds & Silver Linings.

### Tracce
1. Take Your Fingers from My Hair – 8:19

### Formazione
- James LaBrie – voce
- John Petrucci – chitarra, voce
- John Myung – basso
- Jordan Rudess – tastiera, continuum
- Mike Portnoy – batteria, percussioni, voce